# Werner Becher
Werner Becher (ur. 12 sierpnia 1972 w Mistelbach), austriacki przedsiębiorca i polityk, od 2008 przewodniczący Forum Liberalnego. 
W młodości pracował w Siemens AG Österreich jako programista oraz menadżer projektów. Studiował nauki biznesowe na Wirtschaftsuniversität Wien. W 2003 założył własne przedsiębiorstwo zajmujące się oprogramowaniem. W 2008 kandydował jako lider listy austriackich liberałów do Rady Narodowej w Dolnej Austrii, jednak partia nie przekroczyła progu wyborczego. W październiku 2008 został wybrany nowym przewodniczącym Forum Liberalnego, zastępując w tej funkcji Heidę Schmidt. 